# Vive la Trance
Vive la Trance es el séptimo álbum de estudio de la banda alemana Amon Düül II, publicado el 21 de enero de 1974 a través de United Artists Records. Producido por Olaf Kübler y Amon Düül II, Vive la Trance fue grabado y remezclado en los estudios Bavaria con remezclas adicionales realizadas en Union Studio, en Múnich, Alemania.

## Recepción de la crítica
Un escritor no especificado de la revista Cash Box indicó que “una fantástica habilidad textural mantiene las composiciones originales fluyendo suavemente y cada pista tiene algo diferente para captar la atención”, y elogió el “sonido rico y completo que ofrece [Vive la Trance]”.

## Lista de canciones
Todas las canciones escritas y compuestas por Amon Düül II, excepto donde esta anotado. 
| Lado uno |                                         |          |  |
| N.º      | Título                                  | Duración |  |
| 1.       | «A Morning Excuse»                      | 3:19     |  |
| 2.       | «Fly United»                            | 3:30     |  |
| 3.       | «Jalousie»                              | 3:29     |  |
| 4.       | «Im Krater blühn wieder die Bäume»      | 3:08     |  |
| 5.       | «Mozambique (Dedicated to Monika Ertl)» | 7:44     |  |

| Lado dos |                    |          |  |
| N.º      | Título             | Duración |  |
| 1.       | «Apocalyptic Bore» | 6:40     |  |
| 2.       | «Dr. Jeckyll»      | 2:59     |  |
| 3.       | «Trap»             | 3:36     |  |
| 4.       | «Pig Man»          | 2:38     |  |
| 5.       | «Mañana»           | 3:23     |  |
| 6.       | «Ladies Mimikry»   | 4:20     |  |

- Los lados uno y dos fueron combinados como pista 1–11 en la reedición de CD.

| Bonus tracks (2007 Revisited Records reissue) |                                                              |          |  |
| N.º                                           | Título                                                       | Duración |  |
| 12.                                           | «Hands Up Fool» (John Weinzierl, Renate Krötenschwanz Knaup) | 6:18     |  |
| 13.                                           | «Pink Purple» (Weinzierl)                                    | 7:09     |  |
| 14.                                           | «Look» (Chris Karrer, Weinzierl, Jan Kahlert, Lothar Meid)   | 4:58     |  |
| 15.                                           | «Bomb» (Meid)                                                | 4:11     |  |

## Créditos y personal
Créditos adaptados desde las notas de álbum de Vive la Trance.
Amon Düül II
- John Weinzierl – guitarra eléctrica (1–9, 11), guitarra acústica (3, 4) bajo eléctrico (2, 10, 11), voces (7, 9)
- Chris Karrer – guitarra eléctrica (2,5-11), guitarra de doce cuerdas (6), violín (6, 12), saxofón (2, 8, 9, 11), Mellotron (10), maracas (10), voces (1, 6, 10, 11)
- Peter Leopold – batería (todas las canciones), percusión (10), piano (1, 5)
- Renate Krötenschwanz Knaup – voces (2, 3, 5, 7–9), coros (1, 5)
- Falk U. Rogner – órgano (4–6, 8), VCS3 (1, 4–8), armonio (6)
- Robby Heibl – guitarra eléctrica (1, 2), guitarra de doce cuerdas (2), bajo eléctrico (3–9), violonchelo (1), violín (6, 7), coros (1), voces (2, 7, 9)

Músicos adicionales
- Peter Kramper – piano (2, 3)
- Lothar Meid – coros (5), chasquido de dedos (5)
- Keith Forsey – percusión (5), coros (5), chasquido de dedos (5)
- Desmond Bonner – coros (5), voces (6)